# 侵华日军细菌战广州大本营旧址
侵华日军细菌战广州大本营旧址位于中国广东省广州市越秀区农林街道中山二路74号中山大学广州校区北校园内，为抗日战争时侵华日军波字第8604部队（731部队支队）的驻址。
1938年广州沦陷后，日军波字第8604部队进驻百子路国立中山大学医学院内，对外称华南派遣军防疫给水部，是侵华日军在中国南部的一支重要细菌战部队。
1996年11月18日，建筑被登录为广州市市级文物保护单位，类型为近现代重要史迹及代表性建筑。现为中山大学广州校区北校园图书馆（医学图书馆）。